# Miss Wallis-et-Futuna
Miss Wallis-et-Futuna est un concours de beauté annuel concernant les jeunes femmes originaires de Wallis-et-Futuna. Il est qualificatif pour l'élection de Miss France, retransmise en direct sur la chaîne TF1, en décembre, chaque année. Créé en 2000, il s'arrête en 2005 et reprend en 2019. 
Aucune Miss Wallis-et-Futuna n'a été élue Miss France depuis la création du concours. Entre 2005 et 2020, il n'y a pas eu de représentante de ce concours à l'élection de Miss France.

## Histoire
Le concours est créé en 2000 sous l'impulsion de Paulo Vaitootai. Après quatre années consécutives, le concours s'arrête en 2005, faute de financements et de participantes.
En 2019, le concours est relancé. Cependant, la lauréate, Violène Blondel, ne participe pas à l'élection Miss France 2020, mais à l'élection de Miss Pacific Islands 2019 qui se déroule le 3 novembre 2019, en Papouasie-Nouvelle-Guinée.
Mylène Halemai, Miss Wallis-et-Futuna 2020, participe à l'élection de Miss France 2021. C'est la première fois après 15 ans d'absence que les îles Wallis-et-Futuna sont représentées au concours Miss France. Elle est toutefois éliminée lors de la première phase de sélection.
Le 14 septembre 2021, il est confirmé qu'il n'y aura pas d'élection de Miss Wallis-et-Futuna 2021, l'actuelle titulaire voit son règne se prolonger d'une année supplémentaire. La prochaine élection est prévue en juin 2022 et la lauréate participera à l'élection de Miss France 2023, bien que finalement l'élection n'ait pas eu lieu. Le concours n'a pas eu lieu depuis.
Le délégué régional pour Miss France est Alain Ruotolo.

## Les Miss
| Année       | Nom               | Âge            | Taille         | Classement à Miss France                             | Autre(s)                                  |
| ----------- | ----------------- | -------------- | -------------- | ---------------------------------------------------- | ----------------------------------------- |
| 2000        | Sabrina Javelier  |                |                |                                                      |                                           |
| 2001        | Pas d'élection    | Pas d'élection | Pas d'élection | Pas d'élection                                       | Pas d'élection                            |
| 2002        | Caroline Brial    |                | 1,76m          |                                                      |                                           |
| 2003        | Léonella Tuulaki  |                | 1,75m          |                                                      |                                           |
| 2004        | Monika Fiafialoto | 20 ans         | 1,72 m         |                                                      |                                           |
| 2005 à 2018 | Pas d'élection    | Pas d'élection | Pas d'élection | Pas d'élection                                       | Pas d'élection                            |
| 2019        | Violène Blondel   | 18 ans         | 1,70m          | N'est pas candidate à l'élection de Miss France 2020 | Participante à Miss Pacific Islands 2019. |
| 2020        | Mylène Halemai    | 19 ans         | 1,73 m         |                                                      | Joueuse de tennis professionnelle.        |
| 2021 à 2024 | Pas d'élection    | Pas d'élection | Pas d'élection | Pas d'élection                                       | Pas d'élection                            |

### Galerie

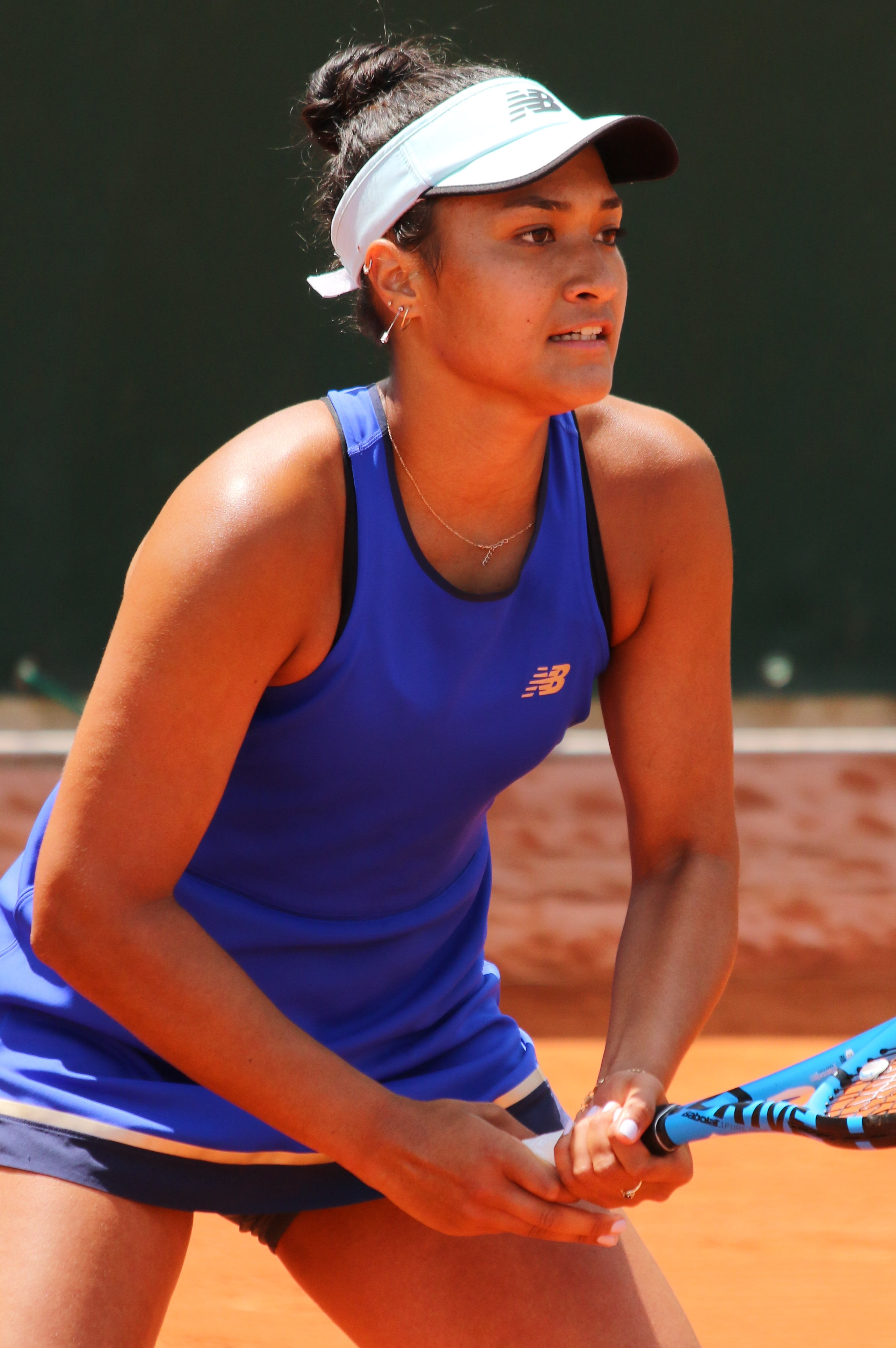
Mylène Halemai, Miss Wallis-et-Futuna 2020

### Élection 2019
L'élection s'est déroulée le 27 juillet 2019 à Kafika.
| Numéro | Nom                    | Âge    | Lieu de résidence | Classement final           |
| ------ | ---------------------- | ------ | ----------------- | -------------------------- |
| 1      | Tui Mana'aliki Likafia | 20 ans | Mata'Utu          | 2e dauphine                |
| 2      | Violène Blondel        | 18 ans | Falaleu           | Miss Wallis-et-Futuna 2019 |
| 3      | Lupeha Kulikovi        | 20 ans | Mata'Utu          |                            |
| 4      | Vaiana Fiahau          | 18 ans | Falaleu           | 1re dauphine               |
| 5      | Estelle Folitu'u       | 19 ans | Nuku              |                            |
| 6      | Soana Liufau           | 17 ans | Liku              |                            |
| 7      | Emy Munikiha'afata     | 18 ans | Utufua            |                            |
| 8      | Shona Din Moala        | 18 ans | Nuku              |                            |

### Élection 2020
L'élection s'est déroulée le 26 septembre 2020 à Kafika.
| Numéro | Nom                     | Âge    | Taille | Lieu de résidence | Classement final           |
| ------ | ----------------------- | ------ | ------ | ----------------- | -------------------------- |
| 1      | Gwaldycia Folautokotahi | 20 ans | 1,60 m | Vaitupu           |                            |
| 2      | Sigalei Vegi            | 19 ans | 1,70 m | Mata Utu          | 2e dauphine                |
| 3      | Josiane Pakaina         | 19 ans | 1,71 m | Gahi              |                            |
| 4      | Constance Maugateau     | 23 ans | 1,73 m | Leava             | 1re dauphine               |
| 5      | Mylène Halemai          | 19 ans | 1,77 m | Fineveke          | Miss Wallis-et-Futuna 2020 |
| 6      | Glenda Lakina           | 18 ans | 1,79 m | Mata Utu          |                            |
| 7      | Jeanne Fatuimoana       | 20 ans | 1,83 m | Leava             |                            |

## Palmarès à l'élection de Miss France depuis 2000
- Miss France :
- 1re dauphine :
- 2e dauphine :
- 3e dauphine :
- 4e dauphine :
- 5e dauphine :
- 6e dauphine :
- Top 12 puis 15 :
- Classement des régions pour les 10 dernières élections[Note 1].

## A retenir
- Meilleur classement depuis 2000 : Non classée.
- Dernier classement réalisé : Non classée.
- Dernière Miss France : Aucune Miss France.